# Hindustan (Schiff, 1905)
Die HMS Hindustan war ein Einheitslinienschiff der King-Edward-VII-Klasse, das Anfang des 20. Jahrhunderts für die Royal Navy gebaut wurde.

## Geschichte
Die Hindustan wurde am 25. Oktober 1902 bei John Brown & Company in Clydebank auf Kiel gelegt, am 19. Dezember 1903 vom Stapel gelassen und bei ihrer Fertigstellung im März 1905 der Reserve zugeteilt. Am 22. August wurde sie in Portsmouth für den Einsatz in der Atlantikflotte in Dienst gestellt. Im März 1907 wurde sie zur Kanalflotte abkommandiert. Diese wurde im Rahmen der Flottenumstrukturierung zur 2. Division der Home Fleet, wodurch die Hindustan Teil dieser neuen Flotte wurde. Im Mai 1912 wurde die Hindustan in Sheerness dem 3. Schlachtgeschwader der Home Fleet zugeteilt und im November 1912 ins Mittelmeer abkommandiert, wo sie als Teil eines Verbands der europäischen Großmächte Österreich, Frankreich und Deutschland an der Blockade Montenegros und an der Besetzung von Shkodra teilnahm, um Mazedonien zur Abtretung der Stadt an das neu gegründete Albanien zu zwingen. Anschließend kehrte die Hindustan wieder nach Großbritannien zurück und wurde am 27. Juni 1913 wieder in die Home Fleet aufgenommen.

### Erster Weltkrieg
Beim Ausbruch des Ersten Weltkriegs wurde die Hindustan unter dem Kommando von Vizeadmiral Edward Bradford der Grand Fleet zugewiesen und in Rosyth stationiert. Am 6. August, einen Tag nach der Kriegserklärung Großbritanniens an Deutschland, lief die Dominion zusammen mit einem Teil der Grand Fleet in die Nordsee aus, um die Küste Norwegens auf der Suche nach einem deutschen Marinestützpunkt zu inspizieren. Es wurde kein solcher Stützpunkt gefunden und die Schiffe kehrten am nächsten Tag in den Hafen zurück. Am 14. August stachen die Schiffe zu Gefechtsübungen in See, bevor sie im Laufe des Tages zu Patrouillenfahrten übergingen, die bis zum 15. August dauerten.

### Raid auf Scarborough, Hartlepool und Whitby
Am 14. Dezember hatte Room 40, eine nachrichtendienstliche Abteilung der britischen Admiralität, deutsche Funksprüche entschlüsselt, die Admiral von Ingenohls Plan für einen Angriff auf Scarborough, Hartlepool und Whitby durch Franz von Hippers Aufklärungsgruppe I enthielten. In Unkenntnis der Briten sollte Hipper jedoch durch die Hochseeflotte verstärkt werden. Die Briten stachen am 15. Dezember in See, mit der Absicht, die deutschen Schiffe auf ihrer Rückfahrt in einen Hinterhalt zu locken. In den frühen Morgenstunden des 16. Dezember und bei schwerer See kam es zum Gefecht zwischen britischen und deutschen Zerstörern, doch von Ingenohl befahl seinen Schiffen aus Sorge vor einem massierten Angriff britischer Zerstörer, abzudrehen.
Am 12. Januar 1915 stach die Hindustan zusammen mit dem 3. Schlachtgeschwader zu Schießübungen in Richtung Orkney in See und kehrte am 15. Januar nach Rosyth zurück. Um die Ostküste zu decken und als Fernunterstützung zu fungieren, fuhren das 3. Kreuzergeschwader und die sieben Schiffe des 3. Kampfgeschwaders, darunter die Hindustan, während des Gefechts auf der Doggerbank am 23. Januar von Rosyth aus in ein Gebiet in der Nordsee, von dem aus sie den deutschen Streitkräften den Weg abschneiden konnten.
Vom 17. bis 19. Mai und vom 29. bis 31. Mai unternahm die Grand Fleet Vorstöße in die zentrale Nordsee, ohne auf deutsche Schiffe zu stoßen. Vom 11. bis zum 14. Juni führte die Flotte erneut Geschütz- und Gefechtsübungen westlich von Shetland durch. Vom 2. bis zum 5. September unternahm die Flotte eine weitere Fahrt in der Nordsee, bei der sie Geschützübungen durchführte und verbrachte den Rest des Monats mit zahlreichen Trainingsübungen. Vom 13. bis zum 15. Oktober unternahm das Schiff zusammen mit dem Großteil der Grand Fleet einen weiteren Einsatz in der Nordsee. Fast drei Wochen später, vom 2. bis zum 5. November, nahm die Hindustan an einer weiteren Flottenübungsoperation westlich von Orkney teil.
Am 3. Mai 1916 wurde das Geschwader von der Grand Fleet getrennt und dem Nore Command unterstellt. Nachdem im März 1918 das Geschwader aufgelöst worden war, wurde die Hindustan an die Themsemündung verlegt, wo sie als Kasernenschiff für den Überfall auf Seebrügge und Ostende eingesetzt wurde. Im Mai kollidierte die Hindustan mit dem Zerstörer HMS Wrestler, der dabei schwer beschädigt wurde. Am 15. Mai wurde das Schiff ausgemustert und der Reserve zugewiesen, wo es als Unterkunftsschiff genutzt wurde. Im Juni 1919 wurde die Hindustan auf die Abwrackliste gesetzt und am 9. Mai 1921 zum Abwracken an Thos. W. Ward verkauft.

## Technik

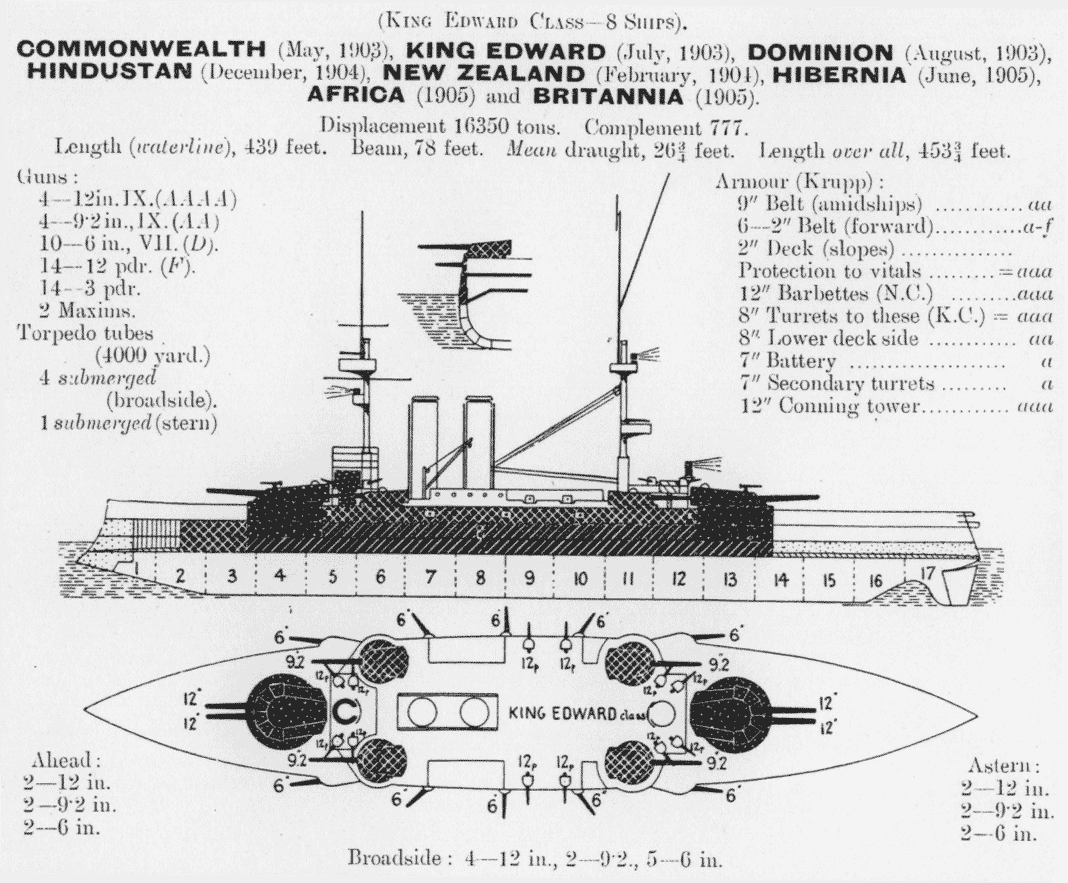
Seitenriss und Decksplan

Das Schiff hatte eine Gesamtlänge von 138,30 m, eine Breite von 22,90 m und einen Tiefgang von 7,82 m. Die Verdrängung lag zwischen 15.835 t und 17.567 t.

### Antrieb
Die Hindustan war mit zwei Vierzylinder-Verbunddampfmaschinen ausgestattet, die jeweils eine Welle antrieben und insgesamt 18.000 Shp (13.239 kW) entwickelten, mit der sie eine Höchstgeschwindigkeit von 18,5 Knoten (34 km/h) erreichte. Der Dampf wurde von achtzehn Babcock-&-Wilcox Wasserrohr- und drei Großwasserraumkesseln geliefert. Das Schiff konnten maximal 2.273 t Kohle und zusätzlich 386 t Heizöl mitführen, was ihm bei 10 Knoten (19 km/h) eine Reichweite von 5.270 Seemeilen (9.760 km) ermöglichte. Die Besatzung des Schiffes bestand aus 777 Offizieren und Mannschaft.

### Bewaffnung
Die Hauptbewaffnung bestand aus vier 305-mm-Geschützen in Zwillingstürmen vor und hinter den Aufbauten und vier 234-mm-Geschützen in Einzelgeschütztürmen innerhalb der gepanzerten Zitadelle, zwei auf jeder Breitseite. Die 305-mm-Geschütze waren auf Mk.BVII-Lafetten mit einem Seitenrichtbereich von −150 bis +150 Grad montiert. Die Kanonen selbst wogen 51 t und hatten bei einer maximalen Elevation von 30° und einer Mündungsgeschwindigkeit von 796 m/s eine Reichweite von 24.230 m. Sie verschossen 386 kg schwere Granaten mit einer Kadenz von etwa zwei Schuss pro Minute. Die vier 234-mm-Geschütze waren auf Mk.VS-Einzellafetten mit einem Seitenrichtbereich von −142 bis +142 Grad montiert. Die Kanonen hatten ein Gewicht von 28 t. Sie hatten bei einer maximalen Elevation von 30 Grad und einer Mündungsgeschwindigkeit von 847 m/s eine Reichweite von 23.500 m. Die Sekundärbewaffnung bestand aus zehn 152-mm-Geschützen in Kasematten, fünf auf jeder Breitseite. Die Geschütze hatten bei einer maximalen Elevation von +20° und bei einer Mündungsgeschwindigkeit von 805 m/s eine Reichweite von 16.340 m. Sie verschossen 45 kg schwere Granaten mit einer Kadenz von fünf bis sieben Schuss pro Minute. Zum Schutz gegen Torpedoboote waren vierzehn 76-mm-Geschütze sowie vierzehn 47-mm-Schnellfeuergeschütze installiert. Außerdem besaß das Schiff fünf 450-mm-Torpedorohre, eines im Heck unter Wasser und zwei auf jeder Breitseite über Wasser.

### Panzerung
Der Panzergürtel des Schiffes bestand aus 229-mm-Krupp-Zementstahl und reichte mittschiffs von etwa 7,62 m vor der vorderen Barbette bis zur achteren Barbette, wo er in 203- bis 305-mm-Querschotten endete. Vor dem Gürtel verringerte sich die Dicke bis zum Bug auf 50 mm AHS-Stahl. Hinter dem Hauptgürtel bestand die Panzerung aus 50 mm Nickelstahl, der über die gleiche Breite wie der Hauptgürtel verlief und sich über eine Länge von 36 m zum Heck hin erstreckte. Die Türme der 305-mm-Geschütze waren mit 203 bis 305 mm und die Türme der 234-mm-Kanonen mit 127 bis 229 mm dicken Panzerplatten geschützt. Die Barbetten mit einer Innenfläche von 152 mm waren oberhalb 304 mm und unterhalb des Hauptdecks 203 mm dick. Die Kasematten für die 152-mm-Geschütze waren durch 178 mm dicke Panzerung geschützt. Der Kommandoturm war rundherum mit 305 mm gepanzert. Die zwei gepanzerten Decks waren 25 bis 64 mm dick.